# Хризостом (Ставропулос)
Митрополи́т Хризосто́м (греч. Μητροπολίτης Χρυσόστομος, в миру Але́ксандрос Ставро́пулос греч. Αλέξανδρος Σταυρόπουλος ; род. 1959, Влахиотис) — епископ Элладской православной церкви, митрополит Трифилийский и Олимпийский (с 2007).

## Биография
Родился в 1959 году во Влахиотисе, в Лаконии.
Окончил богословский институт Афинского университета.
9 марта 1982 года был пострижен в монашество в монастыре Сорока Мучеников (Μονή Αγίων Τεσσαράκοντα Μαρτύρων) в Лаконии.
20 сентября 1982 года был хиротонисан во иеродиакона, а 7 июня 1987 года — во иеромонаха. Служил в качестве архидиакона у архиепископа Афинского Серафима (Тикаса) и протосинкеллом в Монемвасийской митрополии.
15 марта 2007 года решением Священного синода иерархии Элладской православной церкви был избран (62 голосами из 72 избирателей) для рукоположения в сан митрополита Трифилийского и Олимпийского (архимандрит Афанасий (Бахос) — 7 голосов, архимандрит Георгий (Захаропулос) — 2 голоса; 1 воздержался).
17 марта 2007 года состоялась его архиерейская хиротония.